# Ayenia erecta
Ayenia erecta är en malvaväxtart som beskrevs av Carl Friedrich Philipp von Martius och Karl Moritz Schumann. Ayenia erecta ingår i släktet Ayenia och familjen malvaväxter. Inga underarter finns listade i Catalogue of Life.